# Bahnstrecke Creidlitz–Rossach
| |                         |                               |                               |
| Streckennummer (DB): | 5123                    |                               |                               |
| Kursbuchstrecke (DB): | 832 (1992)              |                               |                               |
| Kursbuchstrecke: | 165e (1934) 418s (1946) |                               |                               |
| Streckenlänge: | 8,1 km                  |                               |                               |
| Spurweite: | 1435 mm (Normalspur)    |                               |                               |
| Maximale Neigung: | 10 ‰                    |                               |                               |
| Minimaler Radius: | 300 m                   |                               |                               |
| |                         |                               |                               |
| \| \| \| von Eisenach \| \| \| \| 0,00 \| Creidlitz (ehem. Keilbahnhof) \| Creidlitz (ehem. Keilbahnhof) \| \| \| \| nach Lichtenfels \| \| \| \| \| Niederfüllbach \| \| \| \| 2,28 \| Meschenbach \| Meschenbach \| \| \| 4,35 \| Siemau-Scherneck \| Siemau-Scherneck \| \| \| 6,37 \| Großheirath \| Großheirath \| \| \| 8,08 \| Rossach \| Rossach \| \| \| \| \| \| \| Quellen: [1][2][3] \| \| \| \| |                         |                               |                               |
| Strecke |                         | von Eisenach                  | von Eisenach                  |
| Bahnhof | 0,00                    | Creidlitz (ehem. Keilbahnhof) | Creidlitz (ehem. Keilbahnhof) |
| Abzweig ehemals geradeaus und nach links |                         | nach Lichtenfels              | nach Lichtenfels              |
| Haltepunkt / Haltestelle (Strecke außer Betrieb) |                         | Niederfüllbach                | Niederfüllbach                |
| Haltepunkt / Haltestelle (Strecke außer Betrieb) | 2,28                    | Meschenbach                   | Meschenbach                   |
| Bahnhof (Strecke außer Betrieb) | 4,35                    | Siemau-Scherneck              | Siemau-Scherneck              |
| Bahnhof (Strecke außer Betrieb) | 6,37                    | Großheirath                   | Großheirath                   |
| Kopfbahnhof Streckenende (Strecke außer Betrieb) | 8,08                    | Rossach                       | Rossach                       |
| |                         |                               |                               |
| Quellen: |                         |                               |                               |

Die Bahnstrecke Creidlitz–Rossach, lokal Itzgrundbahn genannt, ist eine ehemalige, acht Kilometer lange Nebenbahn vom Coburger Stadtteil Creidlitz nach Rossach (Gemeinde Großheirath).
Die eingleisige Strecke der Spurweite 1435 Millimeter (Normalspur) war nicht elektrifiziert.

## Geschichte
Im Jahr 1892 gründete sich ein Eisenbahnkomitee für den Anschluss der Gemeinden des Herzogtums Sachsen-Coburg im Itzgrund an das Eisenbahnnetz.  Acht Jahre lang dauerten die Bemühungen, bis die Orte am 4. Dezember 1900 ihren Eisenbahnanschluss, ausgehend von der Werrabahn bei Creidlitz, erhielten. Den erforderlichen Grund und Boden mussten sie dafür unentgeltlich zur Verfügung stellen. Der Coburger Landtag bewilligte 297.000 Mark für den Streckenbau.
Bestrebungen, die Trasse nach Kaltenbrunn im unteren Itzgrund zur 1913 eröffneten Bahnstrecke Breitengüßbach–Dietersdorf zu verlängern, wurden trotz der lediglich 6,7 Kilometer langen Lücke nie realisiert. Die Gründe lagen anfangs in der Konkurrenz zur 15 Kilometer längeren Hauptbahn Lichtenfels–Bamberg, später fehlten die finanziellen Mittel und schließlich wurde die Strecke Lichtenfels–Coburg elektrifiziert.
Die Strecke gehörte den Preußischen Staatseisenbahnen und wurde bis 1945 durch die Reichsbahndirektion Erfurt verwaltet.
Im Kursbuch der Deutschen Reichsbahn-Gesellschaft trug sie die Nummer 165e. Es fuhren im Jahr 1934 täglich vier Personenzüge in jeder Richtung bei einer Fahrzeit von ungefähr 30 Minuten für die 13 Kilometer zwischen Coburg und Rossach.
Im Kursbuch der Deutschen Bundesbahn (DB) war sie bis 1970 unter 419e zu finden, danach galt bis zum Jahr 1992 die 832. Eingesetzt wurden bei der DB bis 1970 Dampflokomotiven der Baureihe 86 und Triebwagen der Baureihe VT 70, später Diesellokomotiven der Baureihen 280 und 211 sowie der Schienenbus. Ab 1982 wurde der Zugbetrieb am Wochenende eingestellt und am 2. Juni 1984 endete der Reisezugverkehr vollständig.

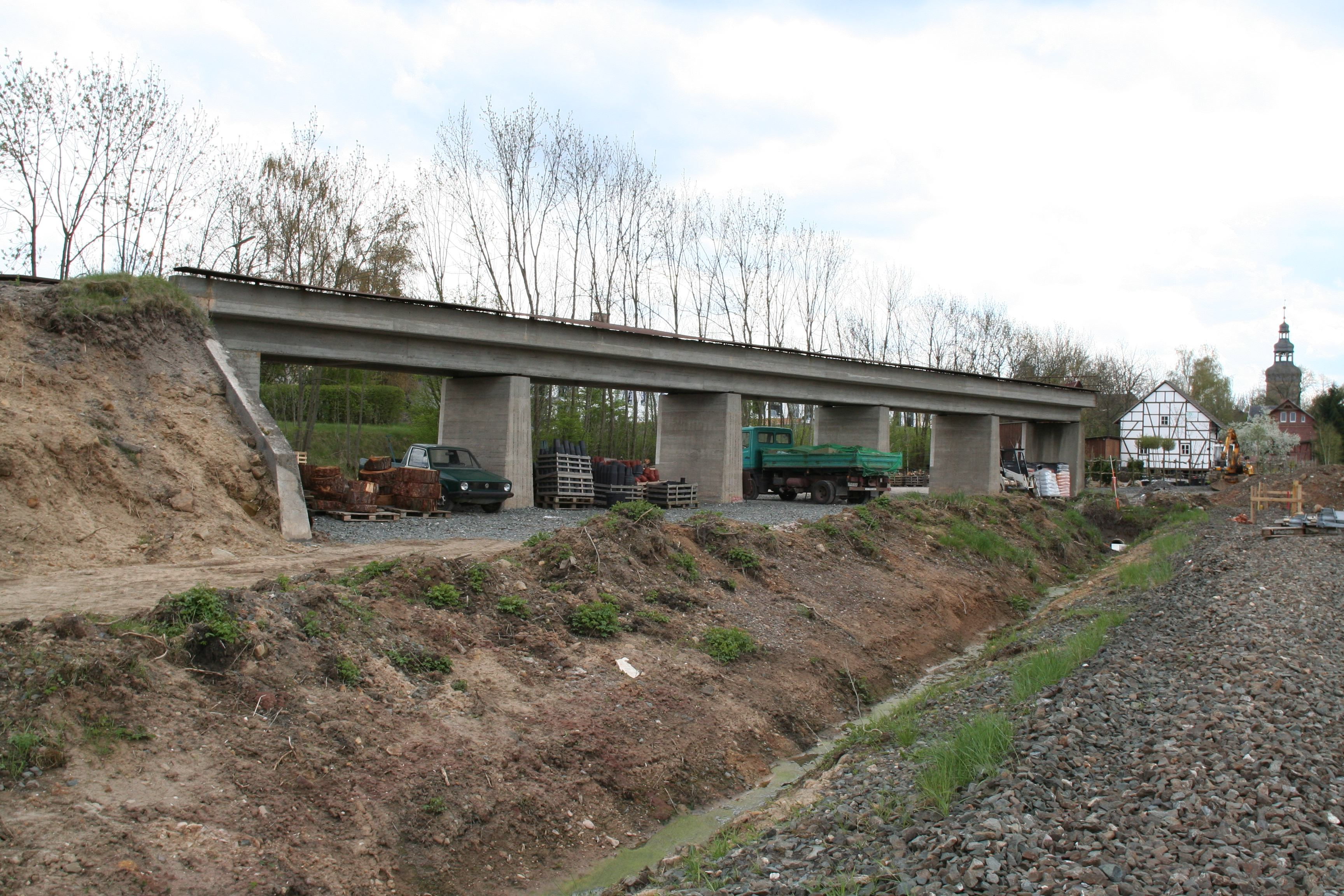
Laderampe in Großheirath

Güterverkehr herrschte durch das Verladen von Ton des Klinkerwerkes Gottfried in Großheirath, wozu eine aufgeständerte Ladestraße und eine Gleiswaage vorhanden war. Daneben gab es in Niederfüllbach Gleisanschlüsse für eine Spedition und einen Stahlhändler. Noch bis zum 10. Juni 2001 wurden dem Stahlhändler zirka 15.000 Tonnen Stahl jährlich mit der Bahn zugestellt.
Auf dem zwei Kilometer langen Abschnitt Großheirath–Rossach wurde am 1. Januar 1995 der Wagenladungsverkehr eingestellt und, nach einer Genehmigung des Eisenbahn-Bundesamtes vom 8. Juni 1995, zum 1. September 1995 wurde der Streckenabschnitt stillgelegt. Im Jahr 2001 folgte auf der restlichen Strecke die Einstellung des Verkehrs sowie die Genehmigung zur Stilllegung zum 31. Juli 2001. Eine Abschiedsfahrt fand am 8. Juli 2001 statt.
2005 wurden die Gleise abgebaut und ein Radweg errichtet, der auf den Abschnitten Creidlitz–Meschenbach und Großheirath–Rossach die ehemalige Bahntrasse nutzt.

## Streckenbeschreibung

### Trassierung
Die größte maßgebende Neigung betrug 1:100, der kleinste Bogenhalbmesser 300 Meter.
1983 wurde die Strecke zwischen Meschenbach und Untersiemau wegen des Ausbaus der Bundesstraße 4 neu trassiert. Dabei wurde der Abzweig der damaligen Bundesstraße 289 mit einem tunnelartigen Brückenbauwerk überführt.

### Betriebsstellen
Die Bahnhöfe Siemau-Scherneck, Großheirath und Rossach wurden einheitlich mit rotem Ziegelmauerwerk ausgeführt. Aufgrund der Nähe zum Bahnhof Creidlitz wurde der Haltepunkt Niederfüllbach bald nach Streckeneröffnung wieder aufgelassen.

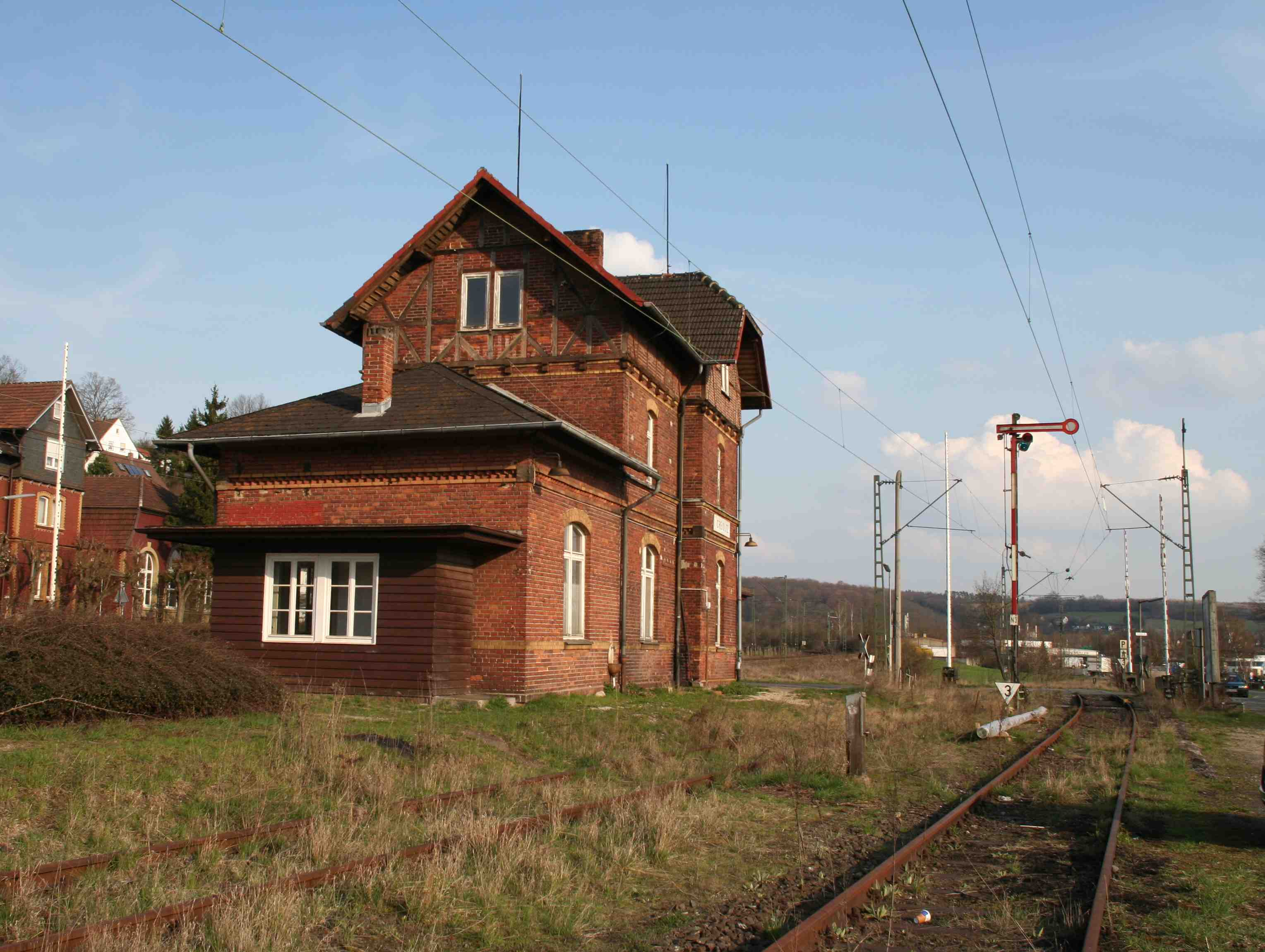
Bahnhof Creidlitz mit elektrifiziertem Streckengleis nach Rossach
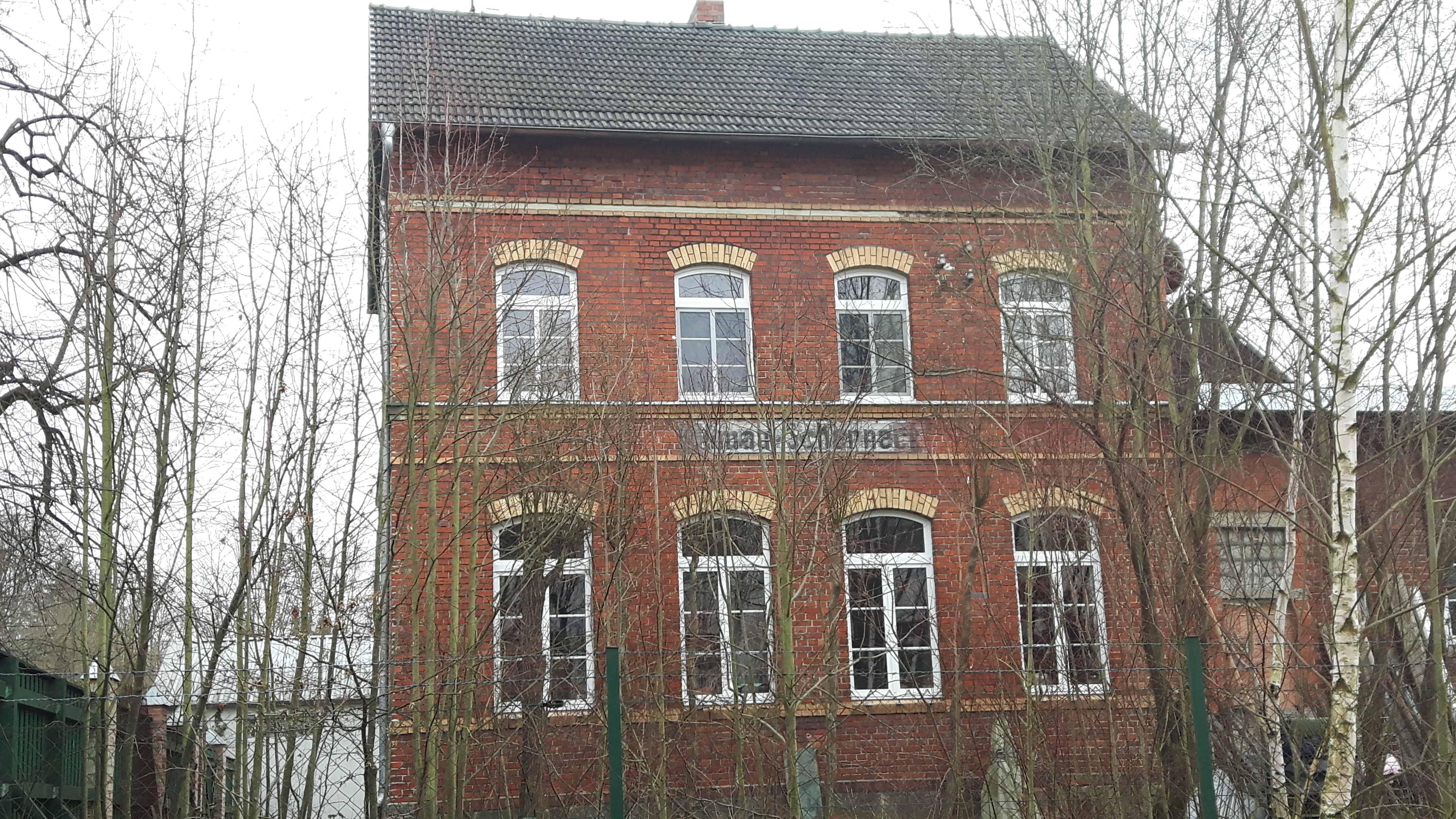
Ehemaliges Empfangsgebäude des Bahnhofs Siemau-Scherneck
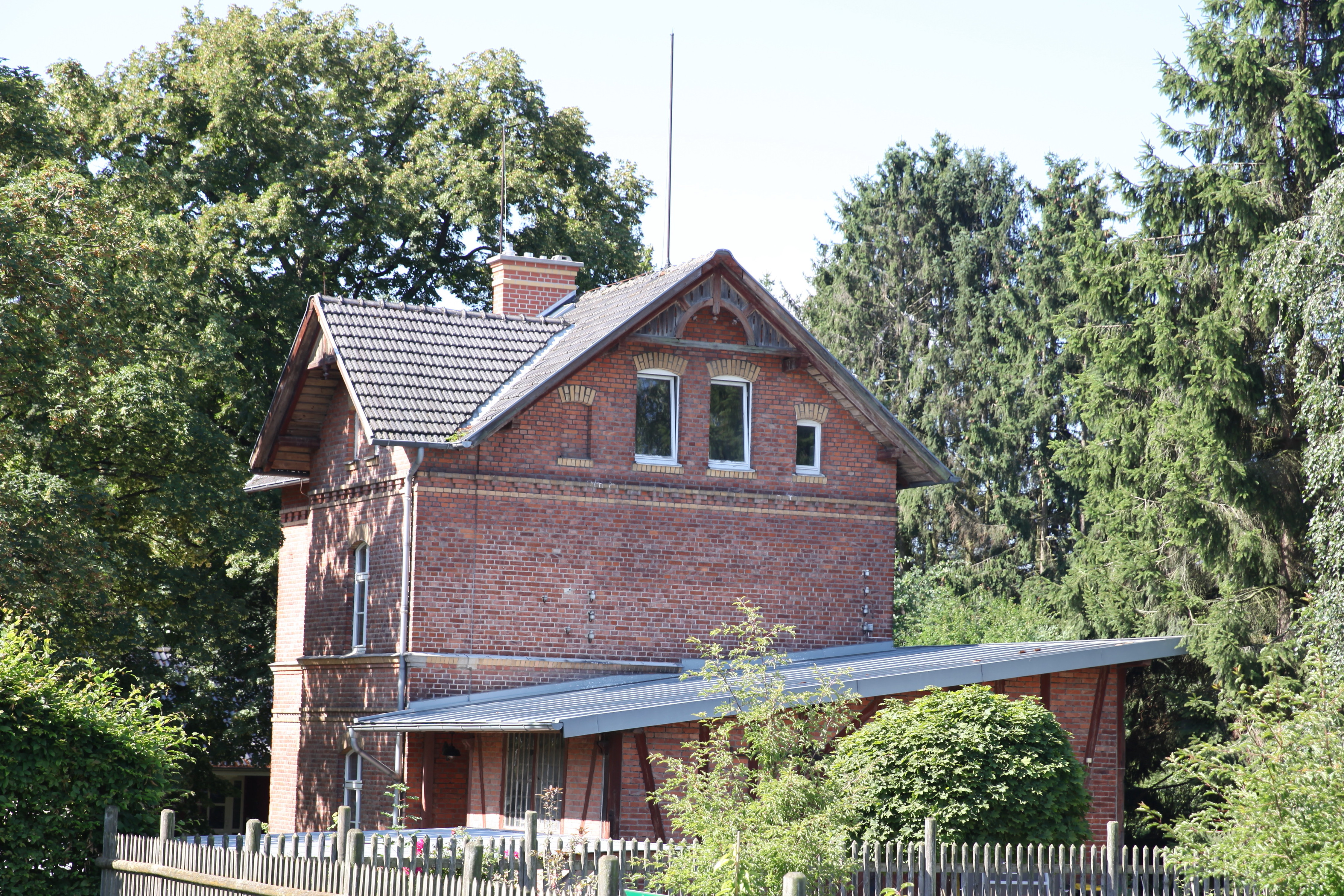
Ehemaliges Empfangsgebäude des Bahnhofs Großheirath
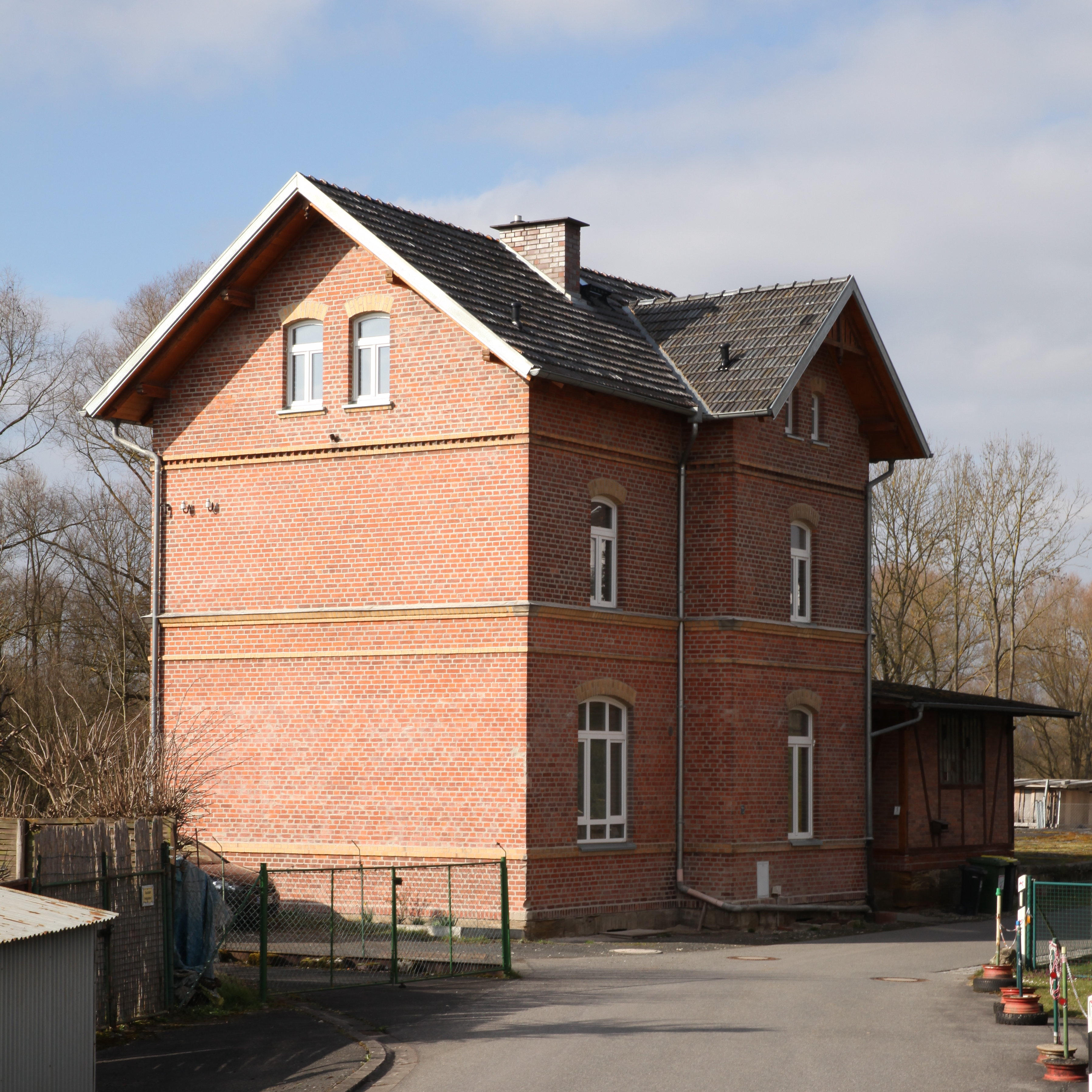
Ehemaliges Empfangsgebäude des Bahnhofs Rossach